# Опель Арена
«О́пель Аре́на» (нем. Opel Arena) — многопрофильный стадион в городе Майнц (Германия). Домашняя арена футбольного клуба «Майнц 05».
С момента открытия в 2011 году стадион носил коммерческое название Coface Arena, в июле 2016 года права на наименование стадиона выкупила автомобильная компания Opel. В соответствии с правилами спонсорства УЕФА, при проведении международных матчей стадион носит название «1. ФСВ Майнц 05 Арена».

## История
В 2007 году в Майнце было решено взамен устаревшего Брухвегштадиона, который вмещал всего 18 000 зрителей, построить новый стадион. Стадион планировалось ввести в строй к началу сезона 2009/10, но из-за проблем с выбором места начало строительства затянулось почти на полтора года.
Строительные работы начались 5 мая 2009 года. Стоимость работ составила 60 млн евро.
В честь открытия стадиона 19-20 июля 2011 года был организован предсезонный мини-турнир Ligatotal!-Cup 2011, с участием «Майнца», «Боруссии» Дортмунд, «Баварии» и «Гамбурга».
Первый гол в официальных матчах на новом стадионе 7 августа 2011 года забил игрок «Майнца» Сами Аллаги в игре против «Байера».